# 文正一
文正一（中国朝鲜语：／，1914年—2003年3月14日），原名李云龙（리운룡），中国朝鲜族政治人物，吉林珲春人。

## 生平
文正一于1934年在南京加入朝鲜民族革命党党内的组织“十月会”并任组长。共产国际朝鲜族老党员韩斌，于1936年在南京领导朝鲜民族革命党党内组织“十月会”的改组，改组后的组织名为“朝鲜共产主义青年前卫同盟”，开始在韩国独立运动中传播中国共产党的影响。1937年进入中央陆军军官学校星子特训第六期学习，这是金九策划的培训朝鲜“光复军”干部，文正一带领的上百名朝鲜共产主义青年前卫同盟的干部在湖北江陵设特别班接受培训。1938年，他在武汉加入了朝鲜独立同盟并参与创设朝鲜义勇队，担任第二支队第二分队队长。1939年在八路军洛阳办事处朝鲜义勇队队长，还担任敌工工作，还负责审查甄别从国统区与沦陷区向抗日根据地转送的大批朝鲜族革命青年。1940年加入中国共产党。此后又历任八路军驻洛阳办事处敌区政工员，1942年参与筹建华北朝鲜独立同盟并任秘书长、分盟主任，延安朝鲜革命军政学校组教干事，1942年任晋绥边区参议员等。
抗战结束后，在沈阳被分配到朝鮮義勇軍第5支隊。1945年12月8日，文正一率领的朝鲜义勇军第五支队30余名先遣干部抵达延吉，开始筹建延边朝鲜义勇军办事处。任中共延吉县委副书记，1947年10月任吉东专员公署副专员，吉林省委社会部第一科科长，吉林省军区政治部科长、副秘书长，东北军政大学吉林分校龙井高干班总支副书记人。1948年任延辺専员公署副専員。1948年5月琿春県県長，10月延吉県県長。1948年11月8日，由他率领的中国朝鲜人代表团前往朝鲜向金日成祝贺朝鲜民主主义人民共和国的成立。1949年3月任延边专员公署专员。1949年8月东北人民政府农林部林政局秘书长、主任等职。 
朝鲜战争期间，文正一随中国人民志愿军进入朝鲜作战，出任志愿军后勤司令部运输处处长、志政保卫部副部长。1952年曾获朝鲜人民民主主义共和国二级勋章。回国后，他进入中央民委（后改称国家民委）工作，历任财经司副司长、1979年任国家民委副主任、顾问等。1978年第五届全国政协常委，第十一、十二届中纪委委员。2003年3月14日在北京逝世。